# Samsonów-Ciągłe
Samsonów-Ciągłe – wieś w Polsce położona w województwie świętokrzyskim, w powiecie kieleckim, w gminie Zagnańsk. Nazwa pochodzi od mieszkających tu dawniej ludzi, którzy pańszczyznę odrabiali wołami, przewożąc (ciągnąc) na furach rudę.
W latach 1975–1998 miejscowość administracyjnie należała do województwa kieleckiego.

## Zabytki
- Kapliczka św. Jana Nepomucena z 2. połowy XVIII wieku. Została wzniesiona na niewielkim podwyższeniu, będącym hałdą XVIII-wiecznego żużlu hutniczego z zakładu, który wówczas znajdował się naprzeciw. We wnętrzu kapliczki umieszczono wykonaną z piaskowca figurę Św. Jana.

Wpisana do rejestru zabytków nieruchomych (nr rej.: A.473 z 29.01.1987).
- Ruina tzw. „Skarbczyka”, pozostałość zakładu hutniczego z XVIII w., (nr rej.: A.474 z 4.05.1987)[6].